# ドルフィンブルー フジ、もういちど宙へ
『ドルフィンブルー フジ、もういちど宙へ』（ドルフィンブルー フジ、もういちどそらへ）は、2007年公開の日本映画。
尾びれを失ったバンドウイルカが、人工尾びれを付けて再び泳ぐまでを描いた感動物語。沖縄本島にある沖縄美ら海水族館で飼育されていたバンドウイルカのフジの実話を基にしている。
2007年7月7日に東劇・アミューズCQNほかで全国公開され、全国週末興行成績では初登場7位となり、同日封切り作品のなかではトップの成績となった。

## ストーリー
植村一也は、沖縄美ら海水族館にやってきたばかりの新米獣医師。調餌（イルカの餌作り）やプール掃除など飼育員の仕事もこなしながらイルカについて知っていく、という館長の方針に基づき植村は獣医にもかかわらず飼育員の仕事も忙しくやっていた。
忙しい夏休みも終わり仕事も一段落したころ、ビッグマザーと呼ばれる3頭の子を産んだ母イルカのフジに異変が起こっていた。尾びれが壊死していたのだ。原因不明の尾びれの壊死。薬も効かない。このままではフジが死んでしまう。新米獣医の植村は尾びれを切り落とすことを決意した。
尾びれの4分の3を失ったビッグマザーフジは一命は取り留めたが、泳ぐことができなくなっていた。館長の知り合いの孫であるミチルという少女は、泳げなくなったフジを見て「泳げないイルカはイルカじゃない」と植村に言い捨てる。ここで再び植村が立ち上がった。再びフジに泳いでもらいたい、フジに宙（そら）を飛んで欲しい。世界初のイルカの人工尾びれ開発プロジェクトが始まった。

## キャスト
- 植村一也 - 松山ケンイチ
- 玉城ミチル - 高畑充希
- 青山陽子 - 西山茉希
- 比嘉剛 - 池内博之
- 望月ユリ - 坂井真紀
- 仲村圭一 - 利重剛
- 日下部七海 - 永作博美
- 須藤勇治 - 田中哲司
- 玉城のオジイ - 上間宗男
- 福原謙三 - 山﨑努
- イルカのフジ（美ら海水族館在住のバンドウイルカ）

## スタッフ
- 監督：前田哲
- 脚本：川嶋澄乃、松本稔、前田哲
- 撮影：笠松則通
- 照明：石田健司
- 美術：磯見俊裕
- 録音：小川武
- 音楽：上野洋子
- 主題歌；みつき「大切なもの」（ワーナーミュージック・ジャパン・プロデュースby小渕健太郎（コブクロ））
- 宣伝写真：川内倫子
- 製作：堀義貴、持田克己、山上徹二郎
- エグゼクティブプロデューサー：宮下昌幸、久松猛朗、大和田廣樹、吉田敬、菅井敦、奈良原敦子
- プロデューサー：山上徹二郎、槙哲也
- ラインプロデューサー：渡辺栄二
- 原案：岩貞るみこ『もういちど宙へ : 沖縄美ら海水族館人工尾びれをつけたイルカフジの物語』講談社、2005年2月、ISBN 978-4-06-352730-8
- 特別協力：沖縄美ら海水族館、ブリヂストン
- 推薦：財団法人日本動物園水族館協会
- 配給：松竹
- 制作：「ドルフィンブルー」制作委員会（ホリプロ、講談社、シグロ、アミューズソフトエンタテインメント、衛星劇場、ブロードバンドタワー、ワーナーミュージック・ジャパン）

## 関連番組
日本テレビ系列「NEWS ZERO」で特集された「ドルフィンブルーその後…」
映画ではフジの初ジャンプをクライマックスに描いているが、実は「人工尾ビレプロジェクト」は映画公開時も続行中で、フジのために作られた人工尾ビレは、20種類以上。水族館スタッフやブリヂストンのメンバー以外にも、彫刻家や海洋学者など様々な人に力を借り、進化を続けている。このドキュメントは、2007年7月に試行された人工尾ビレの最終形ともいうべき最高モデルを着けてフジがジャンプする瞬間と、それに向き合う人々の5年に渡る軌跡を追いかけたもの。
- 取材協力：沖縄美ら海水族館、ブリヂストン、薬師寺一彦（彫刻家・スタジオHARAKARA）、岩貞るみこ（原作本「もう一度、宙へ」作者）、加藤文雄（フォトグラファー）、「ドルフィンブルー」製作委員会
- 映像協力：植田啓一獣医師（沖縄美ら海水族館）
- ナレーション：小林麻央
- ディレクター：膳亀由香（日本テレビ）

## 関連作品
ちゅらうみ Chu・ra・u・mi 〜沖縄美ら海水族館への招待〜
本映画公開にあたって制作された、美ら海水族館を紹介するドキュメントDVD。人口尾びれプロジェクトや映画メイキングシーンを含み、副音声に植田啓一と松山ケンイチによるオーディオコメンタリー収録。監督は藤江儀全。
ドルフィンブルー フジ、もういちど宙へ/ちゅらうみ Chu・ra・u・mi 〜沖縄美ら海水族館への招待〜 オリジナル・サウンド・トラック
2007年7月4日、tilde discより発売（XQCG-1002）。
上野洋子による映画および上記DVD両方の音楽を収録したサウンドトラック・アルバム。上野の個人インディーズ・レーベルからの発売。

## 実在のフジ
1976年に静岡県伊東市川奈より 国営沖縄記念公園海洋博覧会地区旧オキちゃん劇場に搬入飼育されたバンドウイルカ（メス）。1995年までに3頭のイルカを生んだ。
2002年10月に感染症と循環障害で尾びれの壊死が進行し約75%を切除した。2003年より開始されたブリヂストン共同開発の「人工尾びれプロジェクト」で約2年の試行錯誤を繰り返し人工尾びれが完成、その後も更なる改良が行われ2006年にはシェル型人工尾びれ「E1」、2007年にはカウリング型人工尾びれ「YBECC 5」が完成している。
2014年10月より体調を崩し、同年11月1日14時45分に感染性肝炎のため死亡した。推定年齢45歳。